# Kawasaki Aerospace Company
A Kawasaki Heavy Industries Aerospace Company (川崎重工業航空宇宙カンパニー, Kawasaki Jūkōgyō Kōkūuchū Kanpanii) a japán Kawasaki Heavy Industries cég repülőgépgyártó részlege.
Repülőgépeket, űrhajós rendszereket, szimulátorokat, sugárhajtóműveket, rakétákat és elektronikai berendezéseket gyárt.

## Története

### Háború előtti kialakulása
A Kawasaki Aircraft Industries (川崎航空工機業株式会社, Kawasaki Kokuki Kogyo K.K.?) egyike volt Japán első repülőgépgyártó cégeinek. Az 1930-as és 1940-es években számos fajta repülőgépet gyártott a Császári Japán Haderőnek. A háború utáni korszakban számos repülőgépet gyártott amerikai cégekkel kötött licencszerződésben a Japán Légi Véderő és a Japán Tengerészeti Véderők számára. A cég 1969-ben lett része a Kawasaki Heavy Industries (KHI)-nek.
A Kawasaki Aircraft Industries céget 1918-ban alapították Kóbe-ben a Kawasaki Heavy Industries nehézipari konglomerátum leányvállalataként. A második világháború vége előtt a Kawasaki főleg a Császári Japán Légierő (Imperial Japanese Army Air Force – IJAAF) számára gyártott repülőgépeket és repülőgép-motorokat.
Az 1930-as évek elején a Kawasaki licenc alatt gyártotta a Salmson duplafedelű gépeket és számos saját fejlesztésű gépet tervezett. A Kawasaki 1923 és 1933 között alkalmazta Dr. Richard Vogt neves német repülőmérnököt és tervezőt, aki segítette a tervezési munkát és tanított több japán mérnököt.
Vogt tanítványai között volt Takeo Doi aki később a Kawasaki vezető tervezőmérnöke lett. Vogt később a Blohm & Voss vezető tervezője lett.
A Kawasaki megszerezte a Dorniertől a licencet a repülő csónakok gyártásához, és a Kawasaki-Dornier Wal első repülése 1924 decemberében történt, ezután azonban a Kawasaki a szárazföldi repülőgépekre specializálódott.
Ismertebb típusok:
- Type 88 – duplafedelű felderítő (1927)
- Type 92 – együléses duplafedelű vadászgép (1930)
- Ki-3 – egymotoros duplafedelű bombázó (1933)
- Ki-10 – együléses duplafedelű vadászgép (1935)
- Ki-32 – egymotoros egyfedelű bombázó (1937)
- Ki-45 – ikermotoros vadászgép (1939)
- Ki-48 – ikermotoros könnyűbombázó (1939)
- Ki-56 – ikermotoros könnyű szállítógép (1940)
- Ki-60 – egymotoros kísérleti vadászgép (1941)
- Ki-61 – együléses vadászgép (1941)
- Ki-96 – ikermotoros kísérleti vadászgép (1941)
- Ki-100 – csillagmotoros vadászgép (1944)
- Ki-102 – ikermotoros vadászgép (1944)

### Háború utáni fejlesztések
Japán második világháború utáni megszállása alatt a teljes japán légiipart feloszlatták, a terveket megsemmisítették és a gyárakat átalakították más célokra.
Miután a repülőgépek fejlesztésére vonatkozó tilalmat 1954 márciusában feloldották, új vállalatot alapítottak a K. K. Kawasaki Gifu Seisakusho és a Kawasaki Kikai Kogyo K. K. leányvállalatok egyesítésével, de a háború előtti Kawasaki Kokuki Kogyo KK nevet megtartották.
A Kawasaki KAL-1 (1953 július) volt az első fémből készült japán tervezésű repülőgép a háború után.
Korábban 210 darab Lockheed T–33 jet trainert, 48 darab Lockheed P–2H Neptune tengeri járőr repülőgépet és 239 darab Bell 47 helikoptert gyártottak, mindet amerikai licenc alatt.
A Kawasaki fő alvállalkozó volt a japán fejlesztésű NAMC YS-11 légcsavaros utasszállító alkatrészeinek gyártása során is. A Kawasaki Kokuki K.K. 1969 áprilisában ben beolvadt az újraszervezett Kawasaki Heavy Industries cégbe (KHI).

### Működése a Kawasaki Heavy Industries cégen belül
1969 áprilisában a korábbi Kawasaki Kokuki K.K. céget feloszlatták és az újraszervezett Kawasaki Heavy Industries (KHI) cég részlegeként folytatta tovább működését. A Kawasaki fő szerződéses vállalkozója a Japán Védelmi Minisztériumnak.
Bár 1970 novemberében a Kawasaki elkészítette az első hazai tervezésű japán iker turbólégcsavaros katonai szállító repülőgépet, a C-1-et, a cég az 1990-es években főként az amerikai felderítő repülőgépek és helikopterek származékainak licencelt gyártására koncentrált. A Kawasaki gyártott 82 darab P–2J-t (a Lockheed P–2 Neptune egy változata), 211 darab KH-4 helikoptert (a Bell 47 egy változata), 160 darab Kawasaki KV-107 helikoptert (a Boeing Vertol 107 Model II egy változata), és Hughes/McDonnell Douglas Model 500D és OH–6DA helikoptereket is. A Kawasaki gyártott ezen kívül 101 darab P–3C tengeralattjáró-elhárító háborús járőr repülőgépet, négy EP-3/UP-3D elektronikus hírszerző/kiképző variánst, és 68 darab CH-47J / JA-t.
Az 1990-es években a Kawasaki lett az új OH-1 páncélos helikopter fő beszállítója (első repülés 1996 augusztus), és 1998-ra elkészített kb 200 darab T-4 intermediate jet trainer-t a JASDF számára. Jelenleg két nagy következő generációs repülőgép (az XP-1 tengeri járőr repülőgép és az XC-2 szállító gép) fejlesztésén dolgoznak.
A Kawasaki továbbra is gyárt helikoptereket, köztük a BK117-et, melyet az Eurocopterrel közösen fejlesztettek ki. A civil repülőgép üzletágban a KHI nagy utasszállító gépek közös nemzetközi fejlesztésében és gyártásában vesz részt. A Boeing céggel közösen fejlesztik és gyártják a Boeing 767 és a Boeing 777 gépeket, az Empresa Brasileira de Aeronáutica közösen pedig a 170, 175, 190 és 195 jet-eket.
Részt vesznek még turbólégcsavaros motorok közös nemzetközi fejlesztésében és gyártásában a V2500, a RB211/Trent, a PW4000 és a CF34 utasszállító gépek számára. A Kawasaki együttműködik a Japán Űrkutató Ügynökséggel is (Japan Aerospace Exploration Agency). A KHI részt vett a H–IIA rakéták fejlesztésében is.

## Fő termékeik
- Repülőgépek
  - Kawasaki C-1 – iker-turbólégcsavaros katonai szállítógép
  - Kawasaki C-X – katonai szállítógép
  - Kawasaki OH-1 – könnyű helikopter
  - Kawasaki P-1 – tengeri járőr repülőgépet
  - Kawasaki T-4 – közepes jet trainer
- Világűri rendszerek
- Szimulátorok
- Sugárhajtóművek
- Rakéták
  - Type 64 MAT – anti-tank rakéta
  - Type 79 Jyu-MAT – anti-tank rakéta
  - Type 87 Chu-MAT – anti-tank rakéta
  - Type 96 Multi-Purpose Missile System – anti-tank rakéta
  - Type 01 LMAT – anti-tank rakéta
- Elektronikai berendezések

## Fordítás
Ez a szócikk részben vagy egészben  a   Kawasaki Aerospace Company című angol Wikipédia-szócikk fordításán alapul.  Az eredeti cikk szerkesztőit annak laptörténete sorolja fel. Ez a jelzés csupán a megfogalmazás eredetét és a szerzői jogokat jelzi, nem szolgál a cikkben szereplő információk forrásmegjelöléseként.